# Kate Beahan
Pour les articles homonymes, voir Beahan.
Kate Beahan, née le 12 octobre 1974 à Perth (Australie), est une actrice australienne.

## Biographie
Kate Beahan naît le 12 octobre 1974 à Perth en Australie. Son père, Michael Beahan, est sénateur travailliste pour l'Australie-Occidentale de 1987 à 1996.
Elle joue principalement dans des films et des séries télévisées en Australie. Beahan décroche son premier rôle dans Matrix Revolutions en 2003, où elle incarne la fille qui tient le vestiaire.
En 2005, elle apparaît dans le film Flight Plan aux côtés Jodie Foster, Sean Bean et Peter Sarsgaard. L'année suivante, elle joue une jeune fille en proie à des visions dans le thriller surnaturel The Return, avec Sarah Michelle Gellar.
Elle est connue pour avoir joué Willow dans le film d'horreur de 2006 The Wicker Man (remake du film de 1973) aux côtés de Nicolas Cage.

## Filmographie

### Cinéma
- 1999 : Strange Planet (en) d'Emma-Kate Croghan : Poppy
- 2000 : Chopper d'Andrew Dominik : Tanya
- 2000 : Les Âmes perdues (Lost Souls) de Janusz Kamiński : la séductrice
- 2000 : A Wreck A Tangle (en) de Scott Patterson : la copine de Kinch
- 2002 : Traqueur de croco en mission périlleuse (en) de John Stainton : Jo Buckley
- 2003 : Matrix Revolutions des Wachowski : Coat Check Girl
- 2005 : Flight Plan de Robert Schwentke : Stéphanie
- 2006 : The Wicker Man de Neil LaBute : Sœur Willow Woodward
- 2006 : The Return d'Asif Kapadia : Michelle
- 2007 : One of Our Own d'Abe Levy : Cathy
- 2011 : Burning Man de Jonathan Teplitzky : Lesley
- 2012 : My Mind's Own Melody (court métrage) de Josh Wakely : Melody
- 2014 : Bet on Red (court métrage) de John Murray : Red
- 2015 : 666 Road (Southbound) de Roxanne Benjamin, David Bruckner, Patrick Horvath et Radio Silence : Cait
- 2016 : Goldstone d'Ivan Sen : Pinky
- 2019 : The Report de Scott Z. Burns : Candace Ames

### Télévision

#### Téléfilms
- 2002 : Péril sur Sydney (en) de Brian Trenchard-Smith : Eve Lambert
- 2003 : Splitsville d'Adam Shankman : Toby Pullman
- 2003 : BlackJack de Peter Andrikidis : Julie Egan
- 2003 : After the Deluge (en) de Brendan Maher : Margaret
- 2014 : Jack Irish: Dead Point de Jeffrey Walker : Susan Ayliss

#### Séries télévisées
- 1993 et 1994 : Ship to Shore (en) : Touriste / Avocate (2 épisodes)
- 1997 : The Gift (en) : Enzo (26 épisodes)
- 1999 : Summer Bay (Home and Away) : Claire Andrews (3 épisodes)
- 2000 : Brigade des mers (Water Rats) : Stephanie Kelly (5 épisodes)
- 2001 : Love Is a Four Letter Word (en) : Alicia 'Albee' Barrett (26 épisodes)
- 2001 : Outriders (en) : Rachel (5 épisodes)
- 2001 : Farscape : Hubero (saison 3, épisode 18)
- 2002 : Young Lions (en) : Emma Greer (2 épisodes)
- 2008 : Boston Justice (Boston Legal) : Attorney Audrey Patterson (saison 4, épisode 17)
- 2010 : Rake : Simone (saison 1, épisode 7)
- 2012 : Kendra : Macy (4 épisodes)
- 2013 : Perception : Ileana (saison 2, épisode 5)
- 2013 et 2015 : Mistresses : Miranda Nickleby (9 épisodes)
- 2014 : Franklin and Bash : Chelsea Beckman (saison 4, épisode 2)
- 2015 : NCIS : Enquêtes spéciales : Colette Girard (2 épisodes)
- 2015 : Satisfaction (en) (saison 2, épisode 6)
- 2015 : NCIS : Nouvelle-Orléans : Naomi Parsons (saison 2, épisode 5)
- 2016 : Devious Maids : Fiona Gladhart (saison 4, épisodes 8 à 10)
- 2016 : Insecure (saison 1, épisode 3)
- 2017 : Law & Order True Crime : Diane Sawyer (saison 1, épisodes 3 et 4)
- 2018 : Lucifer : Justine Doble (saison 3, épisode 12)
- 2018 : Hawaii 5-0 : Lady Helen (saison 8, épisode 21)
- 2022 : Troppo (en) : Olivia (saison 1, épisode 1 à 4 et 6 à 8)
- 2022 : Dynastie : Florence Whitley (saison 5, épisodes  21 et 22)
- 2023 : Extrapolations : journalise no 3 (saison 1, épisodes  1)
- 2023 : The Horror of Dolores Roach (en) : Georgie – Georgina Bellyard (saison 1, épisodes 4 et 7)
- 2022-2023 : Surviving Summer : Margot Torres (2 saisons, 18 épisodes)